# یواس‌اس چینکواپین (ای‌ان-۱۷)
یواس‌اس چینکواپین (ای‌ان-۱۷) (به انگلیسی: USS Chinquapin (AN-17)) یک کشتی بود که طول آن ۱۶۳ فوت ۲ اینچ (۴۹٫۷۳ متر) بود. این کشتی در سال ۱۹۴۱ ساخته شد.